# Neorhopalomyzus lonicericola
Neorhopalomyzus lonicericola är en insektsart. Neorhopalomyzus lonicericola ingår i släktet Neorhopalomyzus och familjen långrörsbladlöss. Inga underarter finns listade i Catalogue of Life.